# DHL Aviation
DHL Aviation es una filial  de DHL Express (parte del grupo Deutsche Post DHL) responsable de proporcionar el transporte por aire. No es una única aerolínea, sino que se refiere a varias aerolíneas filiales, asociadas o que le operan vuelos chárter. En 2009, Deutsche Post World Net cambió su nombre a Deutsche Post DHL (DPDHL).

## Visión general

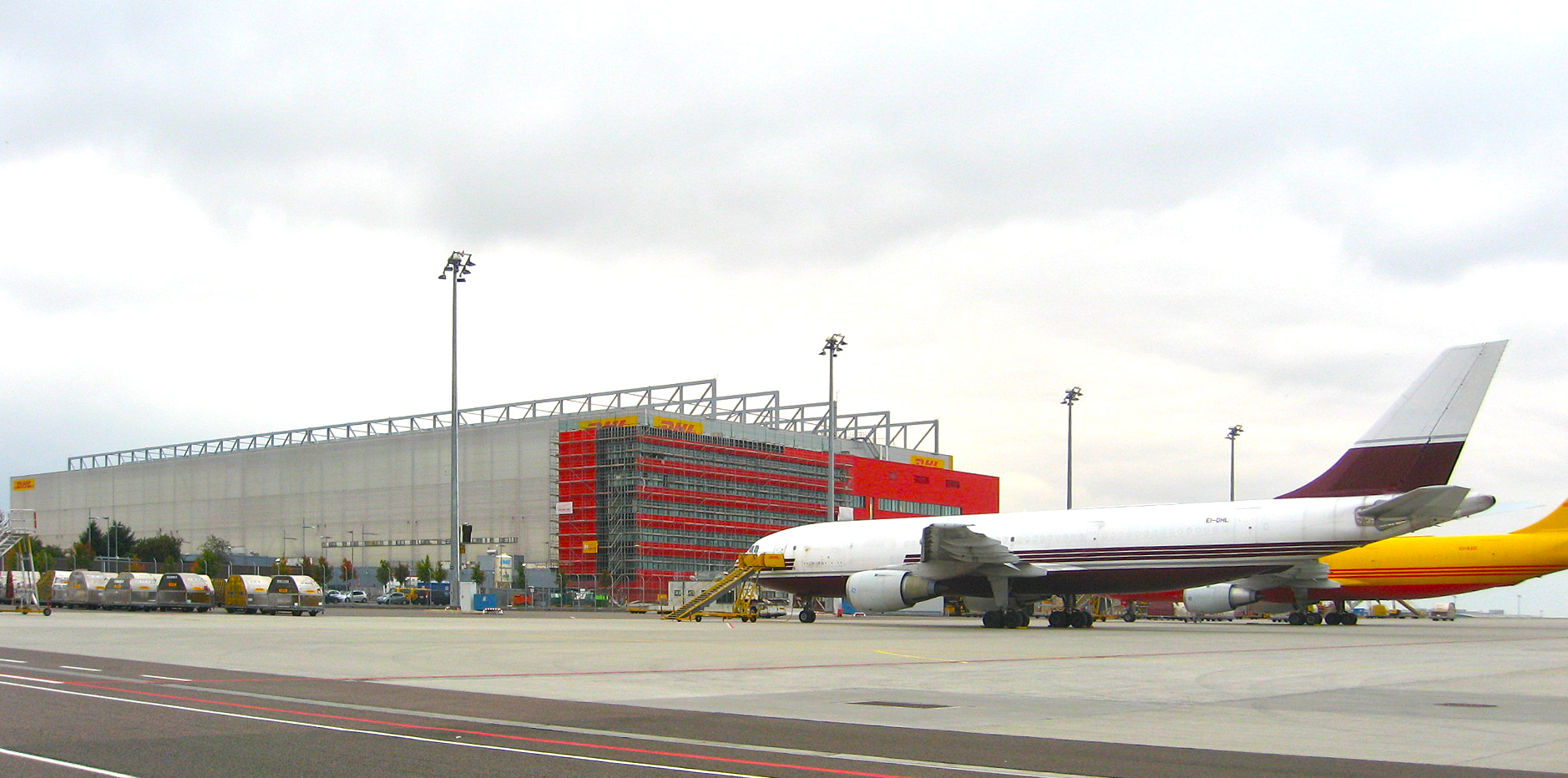
Hangar de Europan Air Transport Leipzig GmbH, en el Aeropuerto de Leipzig/Halle. El edificio de la derecha con la parte frontal de color rojo es la parte de oficinas.

Deutsche Post posee cinco aerolíneas principales, cada cual proporciona servicios en su región:
- European Air Transport Leipzig: es la responsable de la red europea y de vuelos largos a Oriente Medio y África. Desde su central en el Aeropuerto de Leipzig/Halle opera 11 Boeing 757-F y 16 Airbus A300-600F. Tiene 3 órdenes de Airbus A300-600 (de Maximus Air Cargo).
- DHL Air UK: con base en el Aeropuerto de East Midlands, fue adquirida por DHL en 1989 y, desde el 2000 ha estado operando 22 Boeing 757-200SF en servicios intra-europeos y cuatro Boeing 767-300ERF nuevos, principalmente en rutas transatlánticas.
- DHL Aero Expreso Es la filial en América Central y del Sur. Tiene un central en Tocumen, Panamá , desde donde opera una flota de Boeing 727-200 y 757-200-F para vuelos en el continente, así como otros destinos en el Caribe y Florida.
- SNAS/DHL: atiende destinos en Oriente Medio desde su sede y central en el Aeropuerto Internacional de Baréin, operando una flota de Boeing 727-200 y 757-200. La flota está desplegada en Oriente Medio y África.
- Blue Dart Aviation, con base en el Aeropuerto Internacional de Chennai (Chennai, India), cuenta con 5 Boeing 757-F y 3 Boeing 737-F. Proporciona servicios para la red india de DHL y vuelos chárter regionales.[1]

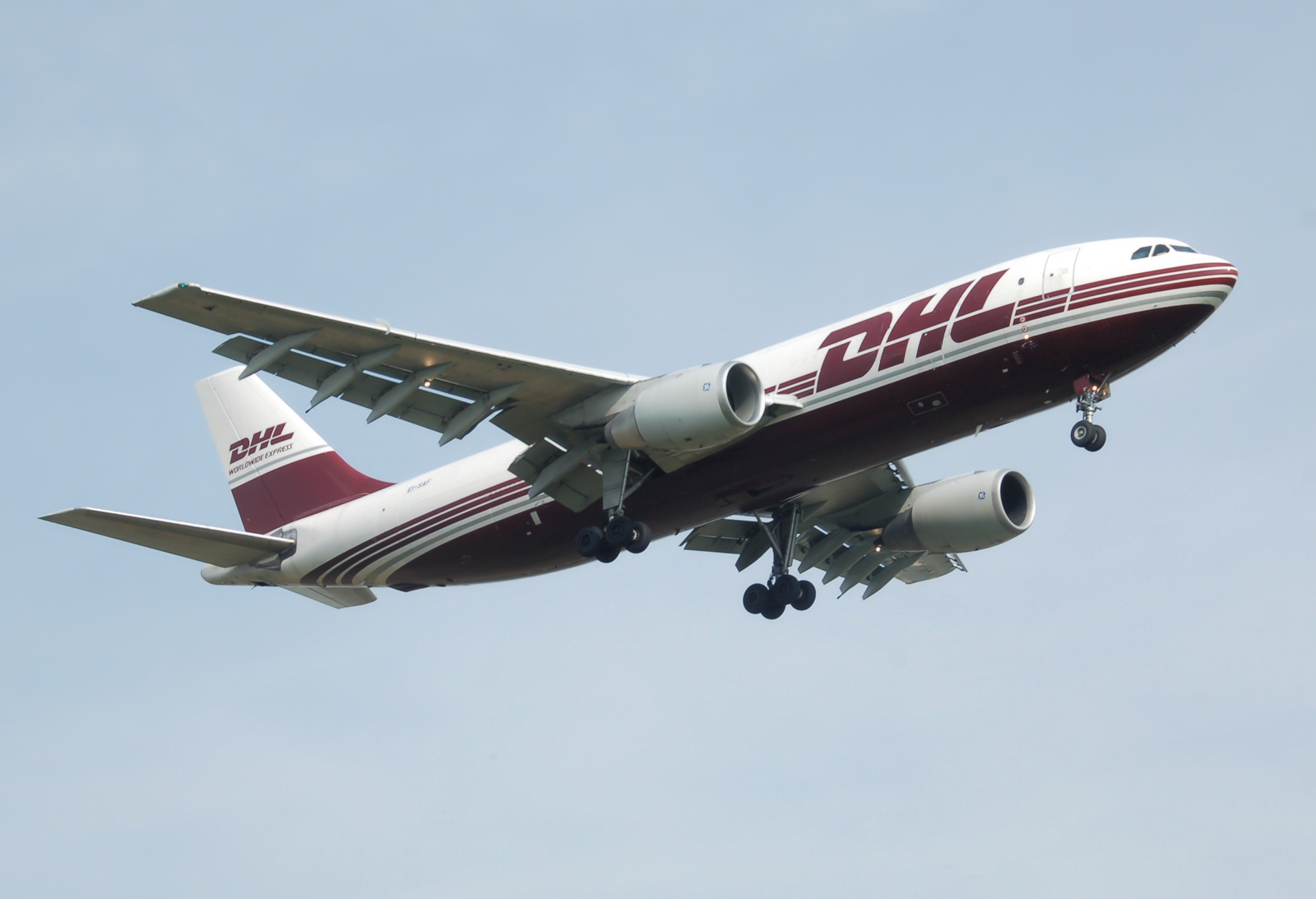
Un Airbus A300-200F de ASL Airlines, volando para DHL, aterrizando en Londres Heathrow. (2010)

También posee las siguientes aerolíneas:
- DHL de Guatemala, Ciudad de Guatemala, Guatemala.
- DHL Ecuador, Guayaquil, Ecuador.

Deutsche Post también tiene participaciones en las aerolíneas siguientes, algunas de las cuales también opera bajo la marca o divisa de DHL:
- AeroLogic, Schkeuditz (Leipzig), Alemania (50%).
- Air Hong Kong, Hong Kong (40%).
- ABX Air, Inc. Wilmington, OH, EE. UU. (0%, Contrato).
- Polar Air, Compra, NY, EE. UU. (49%).
- Southern Air, Erlanger, KY, EE. UU. (0%, Contrato).
- Solenta Aviación, Johannesburgo, Sudáfrica (desconocido).
- Tasman Cargo Aerolíneas, Sídney, Australia (49%).

## Flota

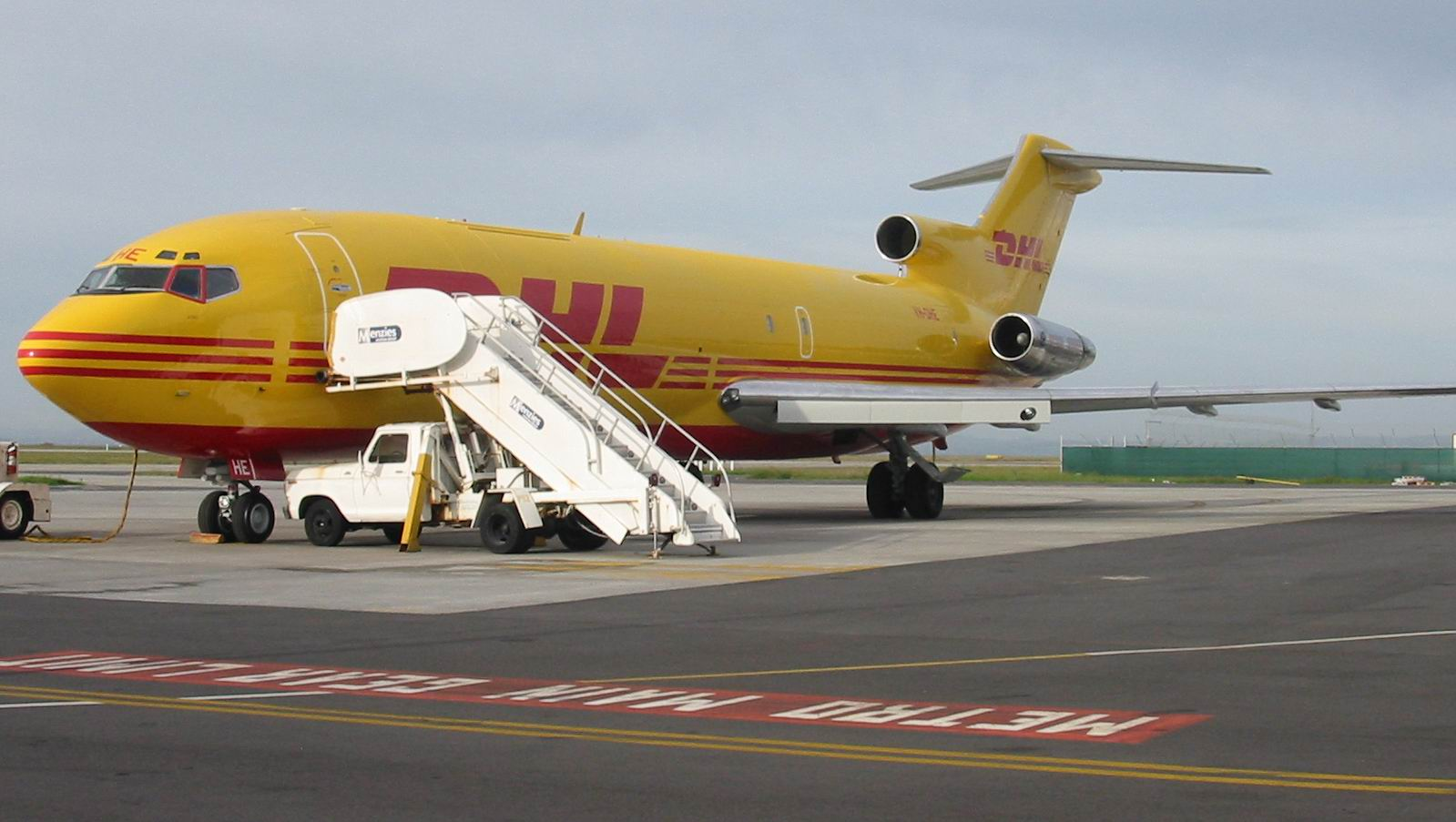
Boeing 727 de carga estacionado en un aeropuerto.

DHL Express tiene su sede global, al igual que Deutsche Post, en Bonn.